# Associazione Calcio Monopoli 1989-1990
Questa pagina raccoglie le informazioni riguardanti l'Associazione Calcio Monopoli nelle competizioni ufficiali della stagione 1989-1990.

## Rosa
| N. |                   | Ruolo | Calciatore            |
| -- | ----------------- | ----- | --------------------- |
|    | Italia (bandiera) | P     | Enrico Cavalieri      |
|    | Italia (bandiera) | P     | Angelo Quaranta       |
|    | Italia (bandiera) | D     | Roberto Arrigoni      |
|    | Italia (bandiera) | D     | Francesco Castrini    |
|    | Italia (bandiera) | D     | Marcello Chiricallo   |
|    | Italia (bandiera) | D     | Francesco Cuccovillo  |
|    | Italia (bandiera) | D     | Francesco Di Spirito  |
|    | Italia (bandiera) | D     | Carmelo Fortunato     |
|    | Italia (bandiera) | D     | Claudio Ghedin        |
|    | Italia (bandiera) | D     | Giovanni Romito       |
|    | Italia (bandiera) | D     | Massimiliano Tangorra |
|    | Italia (bandiera) | C     | Giandomenico Balzano  |

| N. |                   | Ruolo | Calciatore          |
| -- | ----------------- | ----- | ------------------- |
|    | Italia (bandiera) | A     | Oberdan Biagioni    |
|    | Italia (bandiera) | C     | Andrea Ciaramella   |
|    | Italia (bandiera) | C     | Gennaro Costantino  |
|    | Italia (bandiera) | C     | Michele Menolascina |
|    | Italia (bandiera) | C     | Renato Olive        |
|    | Italia (bandiera) | C     | Salvatore Pesce     |
|    | Italia (bandiera) | C     | Roberto Rizzo       |
|    | Italia (bandiera) | C     | Enrico Russo        |
|    | Italia (bandiera) | C     | Eugenio Sgarbossa   |
|    | Italia (bandiera) | C     | Sergio Sopranzi     |
|    | Italia (bandiera) | A     | Roberto Mandressi   |
|    | Italia (bandiera) | A     | Giovanni Moltabano  |

## Risultati

### Campionato

#### Girone di andata
| 17 settembre 1989 1ª giornata | Francavilla | 1 – 0 | Monopoli |  |

| 24 settembre 1989 2ª giornata | Monopoli | 0 – 0 | Casertana |  |

| 1º ottobre 1989 3ª giornata | Monopoli | 1 – 0 | Perugia |  |

| 8 ottobre 1989 4ª giornata | Sambenedettese | 1 – 0 | Monopoli |  |

| 15 ottobre 1989 5ª giornata | Monopoli | 5 – 1 | Siracusa |  |

| 22 ottobre 1989 6ª giornata | Torres | 0 – 0 | Monopoli |  |

| 29 ottobre 1989 7ª giornata | Monopoli | 2 – 1 | Fidelis Andria |  |

| 5 novembre 1989 8ª giornata | Taranto | 2 – 0 | Monopoli |  |

| 12 novembre 1989 9ª giornata | Monopoli | 0 – 0 | Salernitana |  |

| 19 novembre 1989 10ª giornata | Ternana | 1 – 0 | Monopoli |  |

| 26 novembre 1989 11ª giornata | Ischia Isolaverde | 0 – 0 | Monopoli |  |

| 19 dicembre 1989 12ª giornata | Monopoli | 0 – 2 | Casarano |  |

| 10 dicembre 1989 13ª giornata | Brindisi | 3 – 1 | Monopoli |  |

| 17 dicembre 1989 14ª giornata | Monopoli | 0 – 0 | Campania Puteolana |  |

| 30 dicembre 1989 15ª giornata | Catania | 0 – 0 | Monopoli |  |

| 7 gennaio 1990 16ª giornata | Monopoli | 0 – 0 | Palermo |  |

| 14 gennaio 1990 17ª giornata | Giarre | 1 – 1 | Monopoli |  |

#### Girone di ritorno
| 28 gennaio 1990 18ª giornata | Monopoli | 1 – 1 | Francavilla |  |

| 4 febbraio 1990 19ª giornata | Casertana | 2 – 0 | Monopoli |  |

| 11 febbraio 1990 20ª giornata | Perugia | 2 – 1 | Monopoli |  |

| 18 febbraio 1990 21ª giornata | Monopoli | 3 – 0 | Sambenedettese |  |

| 4 marzo 1990 22ª giornata | Siracusa | 3 – 1 | Monopoli |  |

| 11 marzo 1990 23ª giornata | Monopoli | 1 – 0 | Torres |  |

| 18 marzo 1990 24ª giornata | Fidelis Andria | 1 – 0 | Monopoli |  |

| 25 marzo 1990 25ª giornata | Monopoli | 0 – 0 | Taranto |  |

| 1º aprile 1990 26ª giornata | Salernitana | 1 – 0 | Monopoli |  |

| 8 aprile 1990 27ª giornata | Monopoli | 2 – 0 | Ternana |  |

| 14 aprile 1990 28ª giornata | Monopoli | 1 – 0 | Ischia Isolaverde |  |

| 29 aprile 1990 29ª giornata | Casarano | 0 – 3 | Monopoli |  |

| 6 maggio 1990 30ª giornata | Monopoli | 2 – 1 | Brindisi |  |

| 13 maggio 1990 31ª giornata | Campania Puteolana | 1 – 0 | Monopoli |  |

| 20 maggio 1990 32ª giornata | Monopoli | 1 – 1 | Catania |  |

| 27 maggio 1990 33ª giornata | Palermo | 1 – 0 | Monopoli |  |

| 3 giugno 1990 34ª giornata | Monopoli | 2 – 2 | Giarre |  |